# Бакулін Іван Іванович
Баку́лін Іва́н Іва́нович (підпільний псевдонім «Буркун») (16 (29) липня 1900, хут. Хотунок, Область Війська Донського — 25 вересня 1942, м. Харків) — один з організаторів радянської підпільної боротьби в Україні, секретар Харківського підпільного обкому КП(б)У.

## Біографія
Іван Бакулін народився 29 липня (16 липня за старим стилем) 1900 року на хуторі Хотунок (нині в межах міста Новочеркаська, Ростовської області) в селянській родині.
Бакулін закінчив двокласну народну школу і Михайлівське вище початкове училище, після закінчення якого 1913 року він продовжив навчання в Новочеркаському учительському інституті, але через відсутність коштів покинув навчання. 1918 року він екстерном здав іспити на звання вчителя, і після цього вчителював у Грабовській школі, а з 1922 по 1934 рр. — був завідувачем профшколою в Дебальцевому і селі Червоному Артемівського району. У 1924 р. цю школу об'єднали з Будинком безпритульних робітників і призначили Івана Івановича директором. У 1931 р. він успішно здав екстерном екзамени з курсу фізико-математичного факультету Харківського інституту соціального виховання. В 1933 р. у Науково-дослідному інституті соціалістичного сільського господарства його було затверджено в ученому званні доцента і у 1934 р. призначено викладачем математики Харківського сільськогосподарського інституту. В 1935/36 навчальному році Іван Іванович завідував кафедрою математики, був завідувачем навчальної частини заочного факультету. Після цього Іван Бакулін був директором Рокитнянського садово-городнього технікуму в Харківській області.

## Політична кар'єра та участь у Харківському підпіллі в окупованому місті
Іван Бакулін був членом КП(б)У з 1928 року.
Був головою місцевкому, тричі був обирався секретарем партбюро ХСГІ. Був депутатом Харківської міскради.
Після початку німецько-радянської війни, І. Бакуліна спочатку планувалося призначити секретарем Нагірного підпільного райкому партії, але у жовтні 1941 р. він був призначений секретарем Харківського підпільного обкому партії. Для роботи у підпіллі мав псевдонім Буркун.
Під його керівництвом було проведено ряд диверсій у місті, поширювались листівки.
Бакулін та підпілля в цілому були залишені без засобів до існування та ведення підпільної боротьби, оскільки навіть знайомство з деякими керівниками підпільних райкомів були випадковими.
У червні 1942 року Іван Бакулін був заарештований гестапо. Арештованих били та катували. Він помер 25 вересня 1942 року у тюремній лікарні, куди був поміщений у важкому стані.

## Пам'ять
До квітня 2024 року у Харкові була іменна вулиця.

## Нагороди
Івану Бакуліну було присвоєне звання Героя Радянського Союзу посмертно Указом Президії Верховної Ради СРСР від 8 травня 1965 року «за видатні заслуги, мужність і героїзм, проявлені в боротьбі проти німецько-фашистських загарбників у період Великої Вітчизняної війни».
Нагороджений Орденом Леніна (1965 р., посмертно)

## Сім'я
Іван Бакулін був одружений (дружина — Клавдія, з 1923 р.).